# Verdenssprog
Under verdenssprog forstås ofte naturlige sprog, der som kommunikationssprog uden for deres egentlige geografiske område, har opnået stor betydning og bliver talt af et stort antal mennesker. Siden anden verdenskrig har engelsk været det dominerende verdenssprog.

## Definition
Efter reglerne fra det kommunikative netværk for moderne sprog[kilde mangler] kendetegnes et verdenssprog ved at det:
- Både tales som første (modersmål) og andet sprog.
- Tales af mere end 100 mio. mennesker.
- Sproget er ikke bundet til en bestemt etnisk gruppe.
- Sproget er officielt sprog i flere lande.
- Spiller en betydende rolle i forbindelse med internationale handelskontakter.
- Fungerer som organisatorisk sprog i internationale organisationer.
- Har en særligt status som fremmedsprog i uddannelsessystemet.
- Fungerer og er anerkendt som videnskabssprog.
- Spiller en vigtig rolle i forbindelse med formidlingen af viden.
- Sproget er forbundet med prestige.

Et lingua franca skal, i modsætning til et verdenssprog, kun have lokal betydning hen over sproglige grænser; derfor er alle verdenssprog et lingua franca, men ikke alle lingua franca er verdenssprog.
Definitionerne veksler dog alt efter sammenhæng og epoke.

## Moderne verdenssprog
Til verdenssprog regnes i det 21. århundrede oftest:
- Engelsk
- Spansk (kastiliansk)
- Fransk
- Arabisk
- Portugisisk

Endvidere regnes russisk, mandarin (kinesisk) og hindi/urdu på grund af deres størrelse og regionale betydning til verdenssprog.
Som nichesprog inden for særlige fagområder kan man til verdenssprogene yderligere henregne italiensk (musik), tysk (filosofi, sprogvidenskab).

## Historiske verdenssprog
Af antikke verdenssprog kan nævnes akkadisk-babylonisk, aramæisk og oldgræsk. Med udvidelsen af Romerriget udviklede latin sig også til et verdenssprog og beholdt sin status som kirkens, videnskabernes, litteraturens og juraens sprog ind til det 17. århundrede. Sanskrit blev i forbindelse med udbredelsen af hinduismen og buddhismen i løbet af det første årtusinde efter Kristus til et verdenssprog i Syd- og Sydøstasien. Arabisk begyndte at forme sig som verdenssprog allerede i den tidlige middelalder. Nederlandsk var grundet sine kolonier og internationale handel et vigtigt verdenssprog fra 1500-tallet og frem til midten af det 20. århundrede.